# ISO/CEI 8859-3
ISO 8859-3, ou plus précisément ISO/CEI 8859-3, est une norme connue sous la dénomination Latin-3 ou encore Europe du sud. Elle a été parmi les dernières mises en place par l'ISO, en 1999. Elle sert à définir des normes de caractères à 8 bits et représente le troisième versant de la famille ISO/CEI 8859.
ISO 8859-3 est une tentative de rassembler tous les caractères spéciaux des langues de l'Europe du Sud, parmi lesquelles le turc et le maltais, ainsi que l'espéranto.
Pour le turc, il faut préciser que la norme ISO/CEI 8859-9 est un choix meilleur que l'ISO 8859-3.
Il est aussi bon de savoir que la norme ISO/CEI 8859-16 a des avantages si l'on combine plusieurs langues.
| ISO/CEI 8859-3 | ISO/CEI 8859-3 | ISO/CEI 8859-3 | ISO/CEI 8859-3 | ISO/CEI 8859-3 | ISO/CEI 8859-3 | ISO/CEI 8859-3 | ISO/CEI 8859-3 | ISO/CEI 8859-3 | ISO/CEI 8859-3 | ISO/CEI 8859-3 | ISO/CEI 8859-3 | ISO/CEI 8859-3 | ISO/CEI 8859-3 | ISO/CEI 8859-3 | ISO/CEI 8859-3 | ISO/CEI 8859-3 |
|                | x0             | x1             | x2             | x3             | x4             | x5             | x6             | x7             | x8             | x9             | xA             | xB             | xC             | xD             | xE             | xF             |
| -------------- | -------------- | -------------- | -------------- | -------------- | -------------- | -------------- | -------------- | -------------- | -------------- | -------------- | -------------- | -------------- | -------------- | -------------- | -------------- | -------------- |
| 0x             | inutilisés     | inutilisés     | inutilisés     | inutilisés     | inutilisés     | inutilisés     | inutilisés     | inutilisés     | inutilisés     | inutilisés     | inutilisés     | inutilisés     | inutilisés     | inutilisés     | inutilisés     | inutilisés     |
| 1x             | inutilisés     | inutilisés     | inutilisés     | inutilisés     | inutilisés     | inutilisés     | inutilisés     | inutilisés     | inutilisés     | inutilisés     | inutilisés     | inutilisés     | inutilisés     | inutilisés     | inutilisés     | inutilisés     |
| 2x             |                | !              | "              | #              | $              | %              | &              | '              | (              | )              | *              | +              | ,              | -              | .              | /              |
| 3x             | 0              | 1              | 2              | 3              | 4              | 5              | 6              | 7              | 8              | 9              | :              | ;              | <              | =              | >              | ?              |
| 4x             | @              | A              | B              | C              | D              | E              | F              | G              | H              | I              | J              | K              | L              | M              | N              | O              |
| 5x             | P              | Q              | R              | S              | T              | U              | V              | W              | X              | Y              | Z              | [              | \              | ]              | ^              | _              |
| 6x             | `              | a              | b              | c              | d              | e              | f              | g              | h              | i              | j              | k              | l              | m              | n              | o              |
| 7x             | p              | q              | r              | s              | t              | u              | v              | w              | x              | y              | z              | {              | \|             | }              | ~              |                |
| 8x             | inutilisés     | inutilisés     | inutilisés     | inutilisés     | inutilisés     | inutilisés     | inutilisés     | inutilisés     | inutilisés     | inutilisés     | inutilisés     | inutilisés     | inutilisés     | inutilisés     | inutilisés     | inutilisés     |
| 9x             | inutilisés     | inutilisés     | inutilisés     | inutilisés     | inutilisés     | inutilisés     | inutilisés     | inutilisés     | inutilisés     | inutilisés     | inutilisés     | inutilisés     | inutilisés     | inutilisés     | inutilisés     | inutilisés     |
| Ax             |                | Ħ              | ˘              | £              | ¤              |                | Ĥ              | §              | ¨              | İ              | Ş              | Ğ              | Ĵ              |                |                | Ż              |
| Bx             | °              | ħ              | ²              | ³              | ´              | µ              | ĥ              | ·              | ¸              | ı              | ş              | ğ              | ĵ              | ½              |                | ż              |
| Cx             | À              | Á              | Â              |                | Ä              | Ċ              | Ĉ              | Ç              | È              | É              | Ê              | Ë              | Ì              | Í              | Î              | Ï              |
| Dx             |                | Ñ              | Ò              | Ó              | Ô              | Ġ              | Ö              | ×              | Ĝ              | Ù              | Ú              | Û              | Ü              | Ŭ              | Ŝ              | ß              |
| Ex             | à              | á              | â              |                | ä              | ċ              | ĉ              | ç              | è              | é              | ê              | ë              | ì              | í              | î              | ï              |
| Fx             |                | ñ              | ò              | ó              | ô              | ġ              | ö              | ÷              | ĝ              | ù              | ú              | û              | ü              | ŭ              | ŝ              | ˙              |

Dans cette table, 20 (32) est le code correspondant au caractère « espace » (souvent représenté par SP, de space en anglais), et A0 (160) est le code de l'espace insécable (souvent représenté par NBSP, de no-break space en anglais). AD (173) est un petit tiret, qui n'apparaît pas du tout dans certains navigateurs (souvent représenté par SHY, de soft hyphen en anglais). Les codes 00 (0) à 1F (31), 7F (127) à 9F (159), A5 (165), BE (190), C3 (195), D0 (208), E3 (227) et F0 (240) ne sont pas assignés en ISO 8859-3.